# تشاو شين
تشاو شين (بالصينية: 趙欣) هي متزلجة صينية، ولدت في 31 ديسمبر 1992 في مدينة جيلين في الصين.

## وصلات خارجية
- تشاو شين على موقع SpeedSkatingBase.eu (الإنجليزية)
- تشاو شين على موقع SpeedSkatingNews.info (الإنجليزية)
- تشاو شين على موقع SpeedSkatingStats.com (الإنجليزية)
- تشاو شين على موقع اللجنة الأولمبية الدولية (الإنجليزية)
- تشاو شين على موقع أوليمبيديا (الإنجليزية)
- تشاو شين على موقع اللجنة الأولمبية الصينية (الإنجليزية)